# 스기우라 주고
스기우라 주고(일본어: 杉浦 重剛, 1855년 4월 19일 ~ 1924년 2월 13일)는 일본 메이지 시대·다이쇼 시대의 국수주의 사상가이자 교육자였다. 유학자 스기우라 시게후미의 아들로, 오미 제제번 (지금의 시가현 오쓰시) 출신이다. 쇼와 천황, 지치부노미야 야스히토 친왕, 다카마쓰노미야 노부히토 친왕에게 제왕학 수업의 하나로서 윤리학을 가르쳤다. 호는 바이소(梅窓) 혹은 덴다이도시(天台道士)였다.

## 생애
오미 국 제제 번에서 태어나, 여섯살 이후로 다카하시 세이코 (高橋正功), 구로다 기쿠로, 이와가키 겟슈 (岩垣月洲) 등에게 한학과 양학을 배웠다. 15세 때 공진생 (貢進生)으로 뽑혀 도쿄로 올라왔으며 다이가쿠난코 (大学南校)에서 공부했다. 1876년 제2회 문부성 파견 유학생으로 선발되어, 영국 맨체스터 웬스 칼리지와 런던 사우스켄징턴 화학 학교, 런던 대학교에서 화학을 전공했다. 1880년에 건강 문제로 귀국하여, 그 후 문부성 관료와 도쿄 대학 부속 고등학교 교장으로 일했다. 도쿄 대학에서 일하면서 도쿄 영어학교 (훗날의 니혼 중학교)의 설립을 추진했다.
요미우리 신문, 아사히 신문에서 사설을 담당하기도 했으며 미야케 세쓰레이, 시가 시게타카 (志賀重昂) 등과 잡지 《니혼진》, 신문 《니혼》 등을 발행하여 국수주의를 지지하는 주장을 실었다. 1889년에는 니혼 클럽을 결성하여 오쿠마 시게노부의 불평등 조약 개정안을 규탄했다. 도쿄 지방의회의 오이시카와 구 소속 의원을 거쳐 1890년 제1회 일본 중의원 의원 선거 때 대성회 (다이세이카이) 후보로 출마해 뽑혔지만, 이듬해 1891년에 사직했다. 사직 후 도쿄 문학원을 설립하였고, 국학원 학감, 동아동문서원장, 동궁어학문소 관료 등을 역임하며 제자 양성과 더불어 쇼와 천황의 제왕학 지도를 맡기도 했다. 쇼와 천황의 결혼 문제와 관련된 "궁중의 어떤 중대한 사건" 때는 세습친왕가이자 나가코를 혼인시키려는 구니노미야 가문과 손잡고, 쇼와 천황과 나가코의 혼인을 반대한 야마가타 아리토모와 맞섰다.
1924년에 죽었으며, 무덤은 도쿄도 분쿄구 덴즈우인에 있다.

## 같이 보기
- 혼다 야스시게 (1836년) - 제제 번 마지막 번주
- 나쓰메 소세키
- 마사오카 시키
- 도고 헤이하치로
- 하토야마 가즈오